# Carminha Frufru
Carminha Frufru é uma personagem ficcional criada por Mauricio de Sousa em 1990, para seu conjunto de personagens, a Turma da Mônica. Carminha mora numa mansão de dois andares no Bairro do Limoeiro junto com sua mãe, e é uma das pessoas mais ricas da região. Amada e venerada pelos meninos, principalmente Cebolinha e Cascão, Frufru é uma das garotas mais bonitas que moram no bairro e, consequentemente, vencedora dos concursos de beleza promovidos. Em "Mônica, a Famosa", Frufru aparece namorando Fabinho.

## Aparência
Nos gibis e na série animada, Carminha tem cabelos loiros e usa um vestido azul, além de ser extremamente vaidosa e obcecada pela perfeição.
Em Turma da Mônica - A Série, a personagem é interpretada por Luiza Gattai, e se desenvolve como uma das personagens principais, diferentemente dos gibis onde aparece como secundária. Na série, é revelado que a cor de seu vestido seria o tom "Azul Frufru", que seria uma cor criada por sua mãe e exclusiva de sua marca.